# Enzo Mantovani
Enzo Mantovani (Verona, 4 luglio 1921 – Bologna, 13 giugno 2001) è stato un ingegnere e imprenditore italiano, fondatore dell'Impresa di Costruzioni Ing. E. Mantovani.

## Biografia
Si è laureato a Bologna nel 1947 in ingegneria mineraria. L'anno seguente ha fondato a Padova la Impresa di Costruzioni Ing. E. Mantovani.
Tra le principali opere realizzate: la costruzione della facoltà di Economia e commercio presso l'Università di Bologna, la collaborazione con il Vaticano per la costruzione del Seminario regionale, la costruzione del PalaDozza, quella del Trampolino Italia a Cortina d'Ampezzo e numerosi viadotti autostradali tra cui quello delle Cinque Terre in Liguria e del fiume Reno nel tratto dell'autostrada A1 di Sasso Marconi.
Nel 1987 Mantovani, dopo che i suoi due figli avevano deciso di non continuare nell'attività del padre, ha venduto l'azienda alla famiglia Chiarotto.